# Fuglsang (Lolland)
 For alternative betydninger, se Fuglsang. (Se også artikler, som begynder med Fuglsang)
Fuglsang er en avlsgård under Corselitze, som ligger på Lolland, nær Guldborg Sund, 5 km sydvest for Sundby. Hovedbygningen er opført i 1868-1869 ved J.G. Zinn.
Hovedbygningen, herskabsstalden og havepavillonen blev fredet i 1983, og i 2006 blev fredningen udvidet med havemure, lygter og bro mm.
Fuglsang / Priorskov Godser er på 1731 hektar med Nagelsti Skovgård og Flintingegård. På området findes også Fuglsang Kunstmuseum.

## Historie
Godset er en gammel hovedgård, som nævnes i 1368. Den oprindelige befæstede borg lå nogle hundrede meter længere mod nord, hvor voldstedet, Gammelholm stadig kan ses fra landevejen mellem Nykøbing og Nysted. Placeringen i udkanten af sumpene ved Flintinge Ås udmunding i Guldborg Sund, tæt på en af de få vadesteder har givet mulighed for at beherske trafikken mellem Nordøstlolland og egnen omkring Nysted samtidig med, at stedet lå godt for kontrol af det sydlige Guldborg Sund.
Flintinge Å er på trods af sin lidenhed Østlollands største vandløb. Ca. 2 km. mod syd lå en anden befæstet gård ved den langt mindre Frejlev Å. Denne befæstning blev sandsynligvis revet ned i dronning Margrethes 1.s tid med hjælp af landsbyen Frejlevs beboere. Derefter var Fuglsangs nabo i syd den vigtige kongsborg Ålholm.
I det 16. århundrede flyttedes Fuglsang til sin nuværende beliggenhed på en ny, større holm med brede grave om. Dette hus stod til 1840, hvor det blev erstattet af en senklassicistisk hovedbygning. På den tid blev også haven omlagt til det anlæg, som ses i dag. Rolf Viggo de Neergaard overtog godset 1866 efter sine forældre, men på grund af svampeangreb i det kun 26 år gamle hus, måtte han lade det rive ned. Ved hans fætter, arkitekten J. G. Zinn, opførtes så den nuværende hovedbygning i tidens historiske blandingsstil. Huset stod færdigt i 1869

## Kulturelt centrum
Rolf Viggo de Neergaard giftede sig i 1885 med Bodil Hartmann. og frem til hans død blev Fuglsang et meget gæstfrit hjem med forbindelser til alle sider af dansk åndsliv. Musikken har altid haft en fremtrædende plads i huset og har det stadig med talrige koncerter året igennem. Både Edvard Grieg og Carl Nielsen blev Neergaards nære venner og kom her ofte. Bodil Neergaards bror, maleren Oluf Hartmann, malede bl.a. de lave kystlandskaber mod Guldborg Sund. Carl Nielsen skrev ”Ved en ung kunstners båre” som et minde om Oluf Hartmann, der døde allerede 1910. En anden maler, der havde tilknytning til egnen, var Olaf Rude, som var vokset op på en gård tæt på Fuglsang, og som malede 2 store billeder fra Skejten til Folketingssalen, hvor de hænger på bagvæggen.
Efter Rolf Viggo de Neergaards død i 1915 styrede hans enke Bodil Neergaard den store ejendom alene og organiserede det sociale og kirkelige arbejde, som var begyndt allerede i hendes mands tid. I 1947 overdrog hun det 3000 tdl. store gods til stiftelsen Det Classenske Fideicommis med den hensigt, at hendes hjem og haven skulle være refugium (latin: tilflugtssted), når hun var død. Denne overdragelse var dog, og er stadig, utrolig kontroversiel, idet Rolf Viggos testamente, som sagde at én af hans slægtninge skulle overtage stedet, blev omgået[kilde mangler]. 1962, indviedes så Refugiet Fuglsang som en selvejende institution med hjemsted i hovedbygningen. Det måtte dog lukke ved årsskiftet 1995 på grund af svigtende tilslutning.
I 1996 stiftedes Fuglsang Musikforening, som afholder 9 koncerter om året i hovedbygningen, og i 1997 flyttede Storstrøms Kammerensemble ind med administration og øvelokale. Andre foreninger som Det Musiske Selskab eller private kan benytte hovedbygningen, der stadig står med den indretning og det inventar, som Rolf og bodil Neergaard udstyrede bygningen med.
I januar 2008 blev Fuglsang Kunstmuseum indviet i nye bygninger tæt på hovedbygningen, og hele området er udset til at være et kulturelt centrum på egnen.

## Ejere af Fuglsang
- (1368-1390) Anders Syndesen Mule
- (1390-1423) Axel Andersen Mule / Sidsel Andersdatter Mule gift Thott
- (1423-1446) Mette Jensdatter Thott gift Kabel
- (1446-1457) Maribo Kloster
- (1457-1477) Oluf Andersen Gjøe
- (1477-1520) Sophie Olufsdatter Gjøe gift Venstermand / Dorte Madsdatter Bølle / Birgitte Daa gift Rud
- (1520-1554) Knud Rud
- (1554-1577) Erik Knudsen Rud
- (1577-1630) Corfitz Eriksen Rud
- (1630) Helvig Corfitzdatter Rud gift Krabbe
- (1630-1645) Gregers Krabbe
- (1645) Vibeke Gregersdatter Krabbe gift Daa
- (1645-1661) Christen Daa
- (1661-1685) Dronning Sophie Amalie
- (1685-1726) Kronen
- (1726-1727) Christian Carl Gabel
- (1727-1759) Abraham Lehn
- (1759) Catharina Margaretha Lehn gift Wallmoden
- (1759-1789) Christopher Georg von Wallmoden
- (1789-1819) Friedrich von Wallmoden
- (1819-1835) Peter Johansen de Neergaard
- (1835-1849) Johan Ferdinand Petersen de Neergaard
- (1849-1866) Enkefru de Neergaard
- (1866-1915) Rolf Viggo Johansen de Neergaard
- (1915-1947) Ellen Bodil Hartmann gift de Neergaard
- (1947-) Det Classenske Fideicommis

## Fuglsang trinbræt
Fuglsang fik i 1927 trinbræt på Stubbekøbing-Nykøbing-Nysted Banens strækning Nykøbing-Nysted, som var indviet i 1910. Trinbrættet lå 1½ km nordvest for herregården ved vejkrydset i den østlige ende af Sønderskov. Det havde læskur og læssevej ved sidesporet, der – ret usædvanligt for et trinbræt – havde sporskifte i begge ender. Herfra er der sendt store sukkerroe- og halmtransporter. Persontrafikken på banen blev indstillet i 1961, godstrafikken i 1966.

## Galleri
- Hovedindgangen til slottet.
- Kåre Johannessen på Fuglsang i 2017.
- Parken.
- Lysekrone på Fuglsang.
- Interiør på Fuglsang.
- Indgangen til Gammelholm.
- Gravsten ved Gammelholm.